# Maria Kühn-Ludewig
Maria Kühn-Ludewig (geboren 1948) ist eine deutsche Bibliothekarin und Buchhistorikerin.  

## Leben
Maria Kühn-Ludewig schloss 1975 ihre Ausbildung zur Bibliothekarin am Bibliothekar-Lehrinstitut des Landes Nordrhein-Westfalen in Köln ab. Sie arbeitete als Bibliothekarin in der Stadt- und Landesbibliothek Dortmund. Aus dem Bestand der Handschriftenabteilung veröffentlichte sie den Briefwechsel zwischen Johannes R. Becher und Heinrich F. S. Bachmair. Sie publizierte zu Themen jüdischer Buch- und Verlagsgeschichte des 20. Jahrhunderts unter den Bedingungen der deutschen Judenverfolgung und schrieb dabei Biografien der jüdischen Bibliothekare Hermann Kruk und Basia Temkin-Bermanowa und des im nationalsozialistischen Bücherraub tätigen Johannes Pohl. Kühn-Ludewig engagierte sich im Arbeitskreis kritischer BibliothekarInnen (Akribie).

## Schriften (Auswahl)
- Zeitungsinhaltserschließung und wissenschaftliche Bibliotheken. Köln, Bibliothekar-Lehrinstut, Prüfungsarbeit, 1975
- (Hrsg.): Johannes R. Becher – Heinrich F. S. Bachmair, Briefwechsel 1914–1920 : Briefe und Dokumente zur Verlagsgeschichte des Expressionismus. Vorwort Paul Raabe. Frankfurt am Main: P. Lang, 1987
- Pinkhas Schwartz, Maria Kühn-Ludewig (Hrsg.): Hermann Kruk (1897–1944) : Bibliothekar und Chronist im Ghetto Wilna (1941–1943). Übersetzung aus dem Jiddisch Maria Kühn-Ludewig. Hannover: Laurentius, 1990
- Hunger nach dem gedruckten Wort : Bücher und Büchereien im Ghetto Lodz, 1940–1944, in: Raimund Dehmlow (Redaktion): Bücher und Bibliotheken in Ghettos und Lagern, 1933–1945. Hannover: Laurentius, 1991
- Die Bibliothekarin Batia Temkin-Berman, 1907–1953 und ihre Kinderbibliothek im Warschauer Ghetto, in: Raimund Dehmlow (Redaktion): Bücher und Bibliotheken in Ghettos und Lagern, 1933–1945. Hannover: Laurentius, 1991
- „Den Buchmarkt um die besten Werke bereichern“ : auf den Spuren des jiddischen TOMOR-Verlags, Wilna 1927–1939. Hannover: Laurentius, 1996
- (Hrsg.): Displaced books - Bücherrückgabe aus zweierlei Sicht : Beiträge und Materialien zur Bestandsgeschichte deutscher Bibliotheken im Zusammenhang von NS-Zeit und Krieg. Arbeitskreis kritischer BibliothekarInnen (Akribie). Hannover: Laurentius, 1999
- Johannes Pohl (1904–1960) Judaist und Bibliothekar im Dienste Rosenbergs : eine biographische Dokumentation. Hannover: Laurentius, 2000
- Jiddische Bücher aus Berlin (1918–1936) : Titel, Personen, Verlage. Nümbrecht: Kirsch, 2007
- (Hrsg.): Lesen – Der neue Luxus. Wie Bibliotheken ihre NutzerInnen zur Kasse bitten. Nümbrecht: Kirsch, 2007
- Frauke Mahrt-Thomsen, Maria Kühn-Ludewig (Hrsg.): Ethik im Bibliotheksalltag? Berichte aus zwanzig Jahren kritischer Bibliotheksarbeit 1988–2008. Nümbrecht: Kirsch, 2010